# Projeto Paralelo
Projeto Paralelo é o primeiro e único álbum de remixes da banda de rock brasileira NX Zero, lançado em 24 de novembro de 2010 pela Universal Music. O álbum é composto por quatro faixas inéditas e releituras de sucessos da banda em parceria com vários rappers nacionais e internacionais. As canções foram compostas e produzidas por Di Ferrero, Gee Rocha, Fi Ricardo, Negra Li e Rick Bonadio.
Uma versão em DVD do álbum foi lançada em março de 2011, contendo imagens e depoimentos da banda e dos convidados durante as gravações, além de 11 videoclipes do álbum.

## Antecedentes
O álbum leva este nome por razões bem específicas, da qual o vocalista Di Ferrero comenta em uma entrevista a Jovem Pan FM:
| “ | O disco se chama Projeto Paralelo exatamente pra galera não achar que a gente mudou pro rap, que a gente mudou de estilo”. | ” |

Na mesma entrevista eles também acrescentam sobre o porquê resolveram fazer um trabalho com um som totalmente diferente do que eles fazem:
| “ | A gente tava a fim de fazer uma parada diferente, e pensamos ‘porque fazermos projetos paralelos, separados, cada um fazer alguma coisa’ Então levamos o projeto paralelo para o NX Zero. | ” |

No dia 28 de outubro, a canção "Só Rezo", com as participações de Emicida e Yo-Yo, ganhou uma cara com a estreia de seu videoclipe, que é dirigido pelo guitarrista Gee Rocha, e traz imagens da música original misturadas com bastidores das gravações do disco. Apesar da canção ter ganhado uma cara nova com um videoclipe, a mesma não se tornou single, passando sua vez para "Onde Estiver", escolhida pela banda para ser a primeira música de trabalho do álbum, lançada no dia 11 de novembro de 2010; e que ganhou um videoclipe também. No dia 24 de dezembro a canção "Inimigo Invisivel", com as participações de Kurupt, Marcelo D2, P.MC e Mi Vieira, também ganhou um videoclipe, também dirigido por Gee; e foi escolhida como o segundo single do álbum.

## Faixas

### CD
| N.º | Título                                                         | Compositor(es)                                          | Duração |  |
| 1.  | "Intro"                                                        | Di, Gee, Rick Bonadio                                   | 2:19    |  |
| 2.  | "Inimigo Invisível" (ft. Kurupt, Marcelo D2, Mi Vieira e P.MC) | Di, Gee, Kurupt, Marcelo D2                             | 4:27    |  |
| 3.  | "A Melhor Parte de Mim" (ft. Divinity Roxx e Eric Silver)      | Di, Gee, Fi, Rick Bonadio, Eric Silver, Divinity Roxx   | 3:53    |  |
| 4.  | "Daqui pra Frente" (ft. Flora Matos e Xis e Ya Boy)            | Di, Gee, Flora Matos, Xis, Ya Boy                       | 4:42    |  |
| 5.  | "Vertigem"                                                     | Di, Gee, Rick Bonadio                                   | 0:36    |  |
| 6.  | "Só Rezo" (ft. Emicida e Yo-Yo)                                | Di, Gee, Emicida, Yo-Yo                                 | 4:34    |  |
| 7.  | "Onde Estiver" (ft. Freddie Gibbs)                             | Di, Gee, Rick Bonadio, Freddie Gibbs                    | 3:38    |  |
| 8.  | "Bem ou Mal" (ft. Aggro Santos, Kamau e Marcelo Mancini)       | Di, Gee, Aggro Santos, Kamau, Marcelo Mancini           | 3:45    |  |
| 9.  | "Tarde pra Desistir" (ft. Rincon Sapiência)                    | Di, Gee, Rick Bonadio, Rincon Sapiência                 | 3:54    |  |
| 10. | "Entre Nós Dois" (ft. Smoke)                                   | Di, Gee, Smoke                                          | 4:23    |  |
| 11. | "Corra" (ft. C-Rock, Gabriel, o Pensador e Strong Arm Steady)  | Di, Gee, C-Rock, Gabriel, o Pensador, Strong Arm Steady | 3:27    |  |
| 12. | "Cedo ou Tarde" (ft. Chorão)                                   | Di, Gee, Chorão                                         | 3:56    |  |
| 13. | "O Destino" (ft. Negra Li e Rappin' Hood)                      | Di, Gee, Rappin' Hood, Negra Li                         | 4:19    |  |
| 14. | "A Minha Fé" (ft. Eric Silver e Túlio Dek)                     | Di, Gee, Túlio Dek, Eric Silver                         | 4:13    |  |
| 15. | "Entre Nós (Between Us)" (ft. One Nation)                      | Di, Gee, Kurupt, Jasmine, Swagner                       | 4:22    |  |

### DVD
1. Inimigo Invisível (ft. Kurupt, Marcelo D2, Mi Vieira e P.MC)
2. A Melhor Parte de Mim (ft. Divinity Roxx e Eric Silver)
3. Daqui pra Frente (ft. Flora Matos, Xis e Ya Boy)
4. Só Rezo (ft. Emicida e Yo-Yo)
5. Onde Estiver (ft. Freddie Gibbs)
6. Bem ou Mal (ft. Aggro Santos, Kamau e Marcelo Mancini)
7. Tarde pra Desistir (ft. Rincon Sapiência)
8. Corra (ft. C-Rock, Gabriel, o Pensador e Strong Arm Steady)
9. Cedo ou Tarde (ft. Chorão)
10. O Destino (ft. Negra Li e Rappin' Hood)
11. A Minha Fé (ft. Eric Silver e Túlio Dek)

## Formação
- Di Ferrero: vocal
- Gee Rocha: violão, guitarra e vocal de apoio
- Fi Ricardo: guitarra
- Caco Grandino: baixo
- Daniel Weksler: bateria